# 9gag
9gag (stiliserat 9GAG) är en engelskspråkig underhållningssajt startad 2008. Innehållet på sidan är nästan helt användargenererat och består i huvudsak av humoristiska bilder och korta videor (s.k GIFs) i form av diverse internetfenomen. Användarna kan gilla, ogilla och kommentera på dessa bilder. Det finns tre sektioner, "Hot" "Trending" och "Fresh", beroende på hur många gillanden och kommentarer bilderna får så hamnar de i olika sektioner. Namnet 9gag kan ha sitt ursprung i att webbplatsen tidigare visade nio skämt per sida.
I juli 2012 erhöll 9gag en såddfinansiering på 2,8 miljoner dollar och lanserade samtidigt en mobilapp för Apple iOS.